# Montipora delicatula
Montipora delicatula är en korallart som beskrevs av Veron 2002. Montipora delicatula ingår i släktet Montipora och familjen Acroporidae. IUCN kategoriserar arten globalt som sårbar. Inga underarter finns listade i Catalogue of Life.